# Байерс, Юан
Ю́ан Ба́йерс (англ. Euan Byers; род. 30 июля 1974, Дамфрис) — шотландский и британский кёрлингист.
В составе мужской сборной Великобритании участник зимних Олимпийских игр 2006 и 2010 годов (заняли соответственно четвёртое и пятое места). В составе мужской сборной Шотландии двукратный чемпион мира, трёхкратный чемпион Европы. Семикратный чемпион Шотландии среди мужчин. В составе смешанной сборной Шотландии чемпион и серебряный призёр чемпионата Европы. Двукратный чемпион Шотландии среди смешанных команд. В составе юниорской мужской сборной Шотландии чемпион мира среди юниоров.
В «классическом» кёрлинге (команда из четырёх человек одного пола) играл в основном на позиции первого.

## Достижения
- Чемпионат мира по кёрлингу среди мужчин: золото (2006, 2009), серебро (2005, 2008).
- Чемпионат Европы по кёрлингу: золото (2003, 2007, 2008), серебро (2006), бронза (2005).
- Чемпионат Шотландии по кёрлингу среди мужчин: золото (2003, 2005, 2006, 2008, 2009, 2014, 2015).
- Чемпионат Европы по кёрлингу среди смешанных команд: золото (2012, 2013).
- Чемпионат Шотландии по кёрлингу среди смешанных команд: золото (2012, 2013).
- Континентальный Кубок по кёрлингу (в составе команды Европы/Мира): золото (2006, 2008), серебро (2004, 2007).
- Чемпионат мира по кёрлингу среди юниоров: золото (1996).

## Команды
| Сезон                          | Четвёртый       | Третий          | Второй          | Первый           | Запасной                                                                        | Турниры                                           |
| ------------------------------ | --------------- | --------------- | --------------- | ---------------- | ------------------------------------------------------------------------------- | ------------------------------------------------- |
| 1993—94                        | Крейг Уилсон    | Нил Мёрдок      | Ricky Burnett   | Craig Strawhorn  | Юан Байерс тренер: Robin Halliday                                               | ЧМЮ 1994 (5 место)                                |
| 1995—96                        | Джеймс Драйбур  | Ross Barnet     | Рональд Брюстер | Дэвид Мёрдок     | Юан Байерс                                                                      | ЧМЮ 1996                                          |
| 2002—03                        | Дэвид Мёрдок    | Крейг Уилсон    | Нил Мёрдок      | Юан Байерс       |                                                                                 | ЧШМ 2003                                          |
| 2003—04                        | Дэвид Мёрдок    | Крейг Уилсон    | Нил Мёрдок      | Юан Байерс       | Рональд Брюстер (ЧЕ) тренер: Том Пендрей                                        | ЧЕ 2003                                           |
| 2004—05                        | Дэвид Мёрдок    | Крейг Уилсон    | Нил Мёрдок      | Юан Байерс       | Рональд Брюстер (ЧЕ) Эван Макдональд (ЧМ) тренер: Том Пендрей                   | ККК 2004 · ЧЕ 2004 (4 место) · ЧШМ 2005 · ЧМ 2005 |
| 2005—06                        | Дэвид Мёрдок    | Крейг Уилсон    | Эван Макдональд | Юан Байерс       | Уорвик Смит тренеры: Дерек Браун, Майк Хэй                                      | ЧЕ 2005                                           |
| 2005—06                        | Том Брюстер     | Грэм Коннал     | Эван Макдональд | Нил Мёрдок       | Юан Байерс                                                                      |                                                   |
| 2005—06                        | Дэвид Мёрдок    | Эван Макдональд | Уорвик Смит     | Юан Байерс       | Крейг Уилсон (ОИ), Питер Смит (ЧМ) тренеры: Дерек Браун (ЗОИ), Том Пендрей (ЧМ) | ЗОИ 2006 (4 место) · ЧШМ 2006 · ЧМ 2006           |
| 2006—07                        | Дэвид Мёрдок    | Грэм Коннал     | Питер Смит      | Юан Байерс       | Питер Лаудон тренер: Дэвид Хэй                                                  | ЧЕ 2006                                           |
| 2007—08                        | Дэвид Мёрдок    | Грэм Коннал     | Питер Смит      | Юан Байерс       | Питер Лаудон (ЧЕ, ЧМ) тренер: Дэвид Хэй (ЧЕ, ЧМ)                                | ЧЕ 2007 · ЧШМ 2008 · ЧМ 2008                      |
| 2008—09                        | Дэвид Мёрдок    | Эван Макдональд | Питер Смит      | Юан Байерс       | Грэм Коннал (ЧЕ, ЧМ) тренер: Дэвид Хэй (ЧЕ, ЧМ)                                 | ЧЕ 2008 · ЧШМ 2009 · ЧМ 2009                      |
| 2009—10                        | Дэвид Мёрдок    | Эван Макдональд | Питер Смит      | Юан Байерс       | Грэм Коннал тренер: Дэвид Хэй                                                   | ЧЕ 2009 (4 место) ЗОИ 2010 (5 место)              |
| 2012—13                        | Эван Макдональд | Дункан Ферни    | Алли Фрейзер    | Юан Байерс       |                                                                                 |                                                   |
| 2013—14                        | Эван Макдональд | Дункан Ферни    | Дэвид Рид       | Юан Байерс       | Глен Мюрхед (ЧМ) тренер: Том Пендрей                                            | ЧШМ 2014 · ЧМ 2014 (9 место)                      |
| 2014—15                        | Эван Макдональд | Дункан Ферни    | Руэйрид Гринвуд | Юан Байерс       | Дэвид Рид (ЧШМ) Дэвид Мёрдок (ЧМ) тренер: Дэвид Рид                             | ЧШМ 2015 · ЧМ 2015 (11 место)                     |
| 2015—16                        | Эван Макдональд | Дэвид Эдвардс   | Руэйрид Гринвуд | Юан Байерс       | тренер: Том Пендрей                                                             | ЧШМ 2016 (7 место)                                |
| 2016—17                        | Эван Макдональд | Дэвид Эдвардс   | Дункан Ферни    | Юан Байерс       |                                                                                 |                                                   |
| Кёрлинг среди смешанных команд |                 |                 |                 |                  |                                                                                 |                                                   |
| 2011—12                        | Эван Макдональд | Ив Мюрхед       | Юан Байерс      | Karen Barthelemy |                                                                                 | ЧШСК 2012                                         |
| 2012—13                        | Эван Макдональд | Ив Мюрхед       | Юан Байерс      | Karen Barthelemy |                                                                                 | ЧЕСК 2012                                         |
| 2012—13                        | Эван Макдональд | Ив Мюрхед       | Юан Байерс      | Karen Barthelemy |                                                                                 | ЧШСК 2013                                         |
| 2013—14                        | Эван Макдональд | Кей Адамс       | Юан Байерс      | Karen Barthelemy | тренер: Ив Мюрхед                                                               | ЧЕСК 2013                                         |
| 2013—14                        | Эван Макдональд | Ив Мюрхед       | Юан Байерс      | ?                |                                                                                 | ЧШСК 2014 (5 место)                               |

(скипы выделены полужирным шрифтом)

## Частная жизнь
Из семьи кёрлингистов. Его сестра — Джен Байерс, чемпионка Шотландии среди женщин. В кёрлинг на любительском уровне играли также его отец, мать и брат Стюарт.
Начал заниматься кёрлингом в 1984 году, в возрасте 10 лет.